# Bardziej popularni niż Jezus

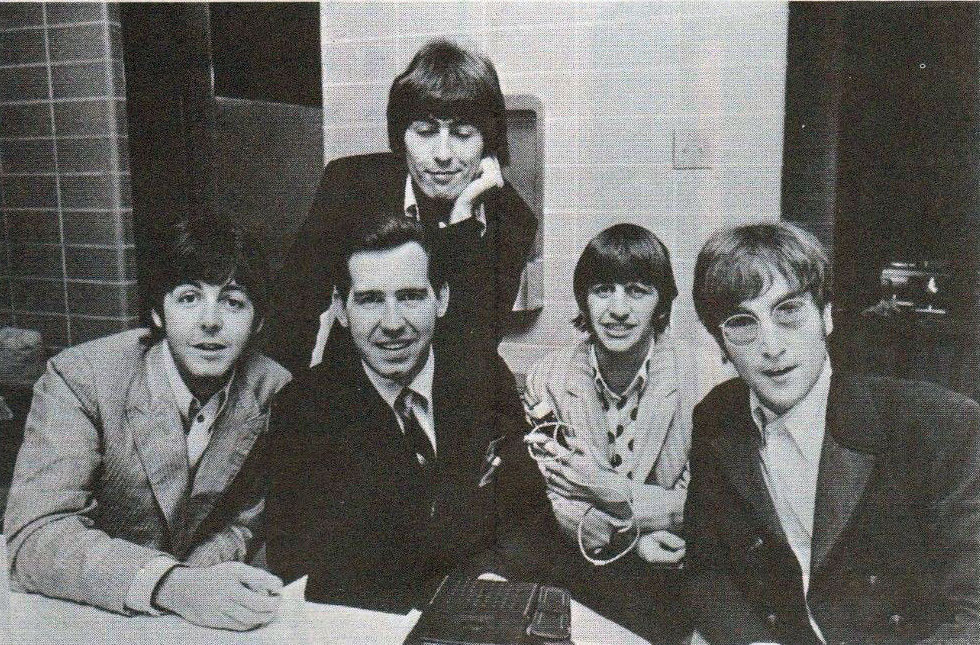
The Beatles i Jim Stagg w 1966 roku

Bardziej popularni niż Jezus (ang. More popular than Jesus) – kontrowersyjna wypowiedź Johna Lennona, członka zespołu The Beatles, wygłoszona w marcu 1966 roku. Lennon stwierdził w wywiadzie, że Beatlesi są teraz bardziej popularni niż Jezus. Początkowo jego komentarz przeszedł bez echa w Wielkiej Brytanii, ale po przedrukowaniu w amerykańskim magazynie młodzieżowym „Datebook” wywołał szeroką falę protestów, szczególnie w południowych stanach USA.

## Wypowiedź
W marcu 1966 roku brytyjska dziennikarka Maureen Cleave przeprowadziła wywiad z Lennonem dla londyńskiego dziennika „London Evening Standard”. W jego trakcie Lennon powiedział:
Chrześcijaństwo przeminie. Skurczy się i zniknie. Nie muszę się o to spierać – mam rację i okaże się, że mam rację. Jesteśmy teraz bardziej popularni niż Jezus – nie wiem, co zniknie pierwsze: rock and roll czy chrześcijaństwo.
W kontekście pełnego wywiadu Lennon rozważał spadające znaczenie religii w codziennym życiu Brytyjczyków. Artykuł nie wywołał większych kontrowersji na Wyspach.

## Kontrowersje
W lipcu 1966 roku amerykański magazyn młodzieżowy „Datebook” opublikował wyrwane z kontekstu zdanie Lennona na swojej okładce. Wywołało to oburzenie wśród chrześcijańskich grup konserwatywnych, szczególnie na tzw. pasie biblijnym – konserwatywnym rejonie południowych stanów USA.
W efekcie:
- liczne stacje radiowe (szczególnie w Alabamie i Teksasie) bojkotowały muzykę Beatlesów,
- organizowano publiczne palenie płyt, plakatów i gadżetów zespołu,
- członkowie Ku Klux Klanu demonstrowali podczas koncertów,
- lokalne społeczności i władze wzywały do bojkotu nadchodzącej trasy koncertowej zespołu[2].

Brian Epstein, menedżer Beatlesów, początkowo próbował bagatelizować sytuację, jednak pod wpływem eskalacji protestów zorganizował konferencję prasową w Nowym Jorku 5 sierpnia 1966 roku. Ostatecznie, podczas konferencji w Chicago 11 sierpnia, John Lennon oficjalnie przeprosił:
Przepraszam, jeśli to uraziło wasze uczucia. Nie chciałem tego. Nie jestem przeciwnikiem Boga, Chrystusa ani religii. Nie mówiłem, że jesteśmy lepsi – po prostu powiedziałem, co obserwuję. Powiedziałem to nie w sensie porównania wartości, tylko popularności.
Podczas trasy koncertowej po USA w sierpniu 1966 roku dochodziło do protestów i gróźb wobec Beatlesów:
- W Birmingham (Alabama) członkowie KKK demonstracyjnie spalili płyty Beatlesów[2],
- W Teksasie stacja radiowa KLUE zorganizowała ognisko z płytami, po czym w wieżę nadawczą stacji trafił piorun[5],
- W Memphis grożono zamachem bombowym podczas występu – koncert odbył się pod silną ochroną[2].

Incydent przyczynił się do decyzji zespołu o zakończeniu koncertowania – ostatni koncert zagrali 29 sierpnia 1966 roku w Candlestick Park w San Francisco. Wypowiedź Lennona jest dziś analizowana jako zwiastun spadającego wpływu religii w zachodniej kulturze XX wieku. W 2008 roku watykański dziennik „L’Osservatore Romano” uznał, że komentarz Lennona był odzwierciedleniem jego czasów i „został wyrwany z kontekstu”, symbolicznie „przebaczając” mu.